# ماتياس باتو
ماتياس باتو (بالإسبانية: Matías Pato)‏ هو لاعب كرة قدم أرجنتيني في مركز الوسط، ولد في 4 سبتمبر 1992 في سانتياغو ديل استيرو في الأرجنتين. لعب مع Central Córdoba de Santiago del Estero ‏.

## وصلات خارجية
- ماتياس باتو على موقع قاعدة بيانات كرة القدم.إي يو (الإنجليزية)
- ماتياس باتو على موقع Soccerway.com (الإنجليزية)